# Natchitoches (poble)
Els natchitoches (caddo: Náshit'ush) són una tribu d'amerindis dels Estats Units de Louisiana. Formen part de la Confederació caddo.

## Història
Els primers europeus que van accedir al territori dels Náshit'ush potser van ser els que estaven al comandament del capità espanyol Luis de Moscoso de Alvarado, successor d'Hernando de Soto durant l'expedició de reconeixement duta a terme per Espanya durant el segle xvi a Amèrica del Nord. Després van venir els trampers francesos i francocanadencs que van viatjar la regió durant el segle xvii .
El febrer del 1690, Henri de Tonti va arribar al llogaret principal dels natchitoches. En 1699 França va fundar una posició avançada francesa al riu Rojo per controlar el comerç amb les avançades de les forces espanyoles de Mèxic.
En 1701 el francocanadenc Jean-Baptiste Le Moyne de Bienville, futur primer governador de la Louisiana francesa, va arribar al llogaret dels indis natchitoches i cadodaquius aleshores a la vora del riu Rojo. En 1714 Louis Juchereau de Saint-Denis va obtenir permís del monarca francès per estendre la influència dels francesos de Nova França a l'oest i expandir els límits de la Louisiana francesa. Ja en anys anteriors, com s'ha indicat els francesos havien establert contactes amb els natchitoches i es va fundar un fort francès anomenat Fort Natchitoches.
Amb l'arribada dels missioners d'Espanya i França es va deslligar una epidèmia de verola que va delmar la població de les diferents confederacions de la nació caddo. El nombre de membres de la Confederació Natchitoches abans de l'arribada dels europeus s'estima en mil habitants. Al segle xvii se'ls van unir alguns de les restes dels Kadohadacho, una tribu amb molts membres que havien estat assassinats o esclavitzats pels chickasaws després anomenats pels espanyols chicasas o chicazas i que es van instal·lar a la regió mississipiana entorn de l'actual ciutat de Memphis quan els chickasaws van usurpar els territoris que havien estat el país dels Kadohadacho o Cadujadachú.
Davant la pressió i opressió dels invasors chickasaws, els Caddos-Nachitoches al costat dels Kadohadacho van haver d'emigrar i es van establir en la conca del riu Cane al voltant de la parròquia i ciutat de Natchitoches, Louisiana, ciutat que porta el nom afrancesat de la tribu.
Avui els náshit'ush o natchitoches estan formen part de la Nació Caddo que va ser forçada a emigrar al Territori Indi anomenat avui Oklahoma a mitjan segle xix pels nord-americans. Com a moltes altres ètnies que habiten l'actual territori dels Estats Units, els caddo i, per tant, els natchitoches o Náshit'ush avui són mestissos amb gran mescla de blancs i afroamericans.